# سارا بلاكلي
سارا بلاكلي (بالإنجليزية: Sara Treleaven Blakely)‏ هي سيدة أعمال أمريكية، ولدت في 27 فبراير 1971 في كليرواتر في الولايات المتحدة. أسست شركة Spanx، وهي شركة ملابس داخلية تتضمن بنطلونات وسراويل ضيقة، في أتلانتا، جورجيا. عام 2012، أُدرجت بلاكلي في قائمة مجلة تايم السنوية "تايم 100" لأكثر 100 شخصية تأثيرًا في العالم. عام 2014 أدرجتها مجلة فوربس في المرتبة 93 كأقوى امرأة في العالم.

## وصلات خارجية
- سارا بلاكلي على موقع IMDb (الإنجليزية)
- سارا بلاكلي على موقع الموسوعة البريطانية (الإنجليزية)